# Campionati svizzeri di sci alpino 2005
I Campionati svizzeri di sci alpino 2005 si sono svolti a Lauchernalp e a Veysonnaz dal 16 marzo al 1º aprile. Il programma ha incluso gare di discesa libera, supergigante, slalom gigante, slalom speciale e combinata, tutte sia maschili sia femminili.
Oltre agli sciatori svizzeri, hanno potuto concorrere al titolo anche gli sciatori di nazionalità liechtensteinese, mentre gli atleti delle altre federazioni, pur prendendo parte alle competizioni, potevano ottenere solo prestazioni valide ai fini del punteggio FIS.

## Risultati

### Uomini

#### Discesa libera
| Pos. | Atleta              | Nazione  | Tempo   |
| ---- | ------------------- | -------- | ------- |
| 1    | Bruno Kernen        | Svizzera | 1:21,15 |
| 2    | Tobias Grünenfelder | Svizzera | 1:21,33 |
| 3    | Daniel Albrecht     | Svizzera | 1:21,42 |
| 4    | Daniel Züger        | Svizzera | 1:21,94 |
| 5    | Carlo Janka         | Svizzera | 1:22,21 |
| 6    | Konrad Hari         | Svizzera | 1:22,29 |
| 7    | Beni Hofer          | Svizzera | 1:22,39 |
| 8    | Michael Bonetti     | Svizzera | 1:22,57 |
| 9    | Bernhard Matti      | Svizzera | 1:22,60 |
| 10   | Ralf Kreuzer        | Svizzera | 1:22,61 |

Data: 17 marzo

Località: Lauchernalp

#### Supergigante
| Pos. | Atleta              | Nazione  | Tempo   |
| ---- | ------------------- | -------- | ------- |
| 1    | Tobias Grünenfelder | Svizzera | 1:17,11 |
| 2    | Ralf Kreuzer        | Svizzera | 1:17,15 |
| 3    | Didier Défago       | Svizzera | 1:17,16 |
| 4    | Daniel Albrecht     | Svizzera | 1:17,42 |
| 5    | Beni Hofer          | Svizzera | 1:17,51 |
| 6    | Michael Bonetti     | Svizzera | 1:17,82 |
| 7    | Ambrosi Hoffmann    | Svizzera | 1:17,92 |
| 8    | Carlo Janka         | Svizzera | 1:18,28 |
| 9    | Cornel Züger        | Svizzera | 1:18,41 |
| 10   | Silvan Zurbriggen   | Svizzera | 1:18,49 |

Data: 18 marzo

Località: Lauchernalp

#### Slalom gigante
| Pos. | Atleta           | Nazione  | Tempo   |
| ---- | ---------------- | -------- | ------- |
| 1    | Marc Berthod     | Svizzera | 1:53,02 |
| 2    | Olivier Brand    | Svizzera | 1:53,18 |
| 3    | Konrad Hari      | Svizzera | 1:53,85 |
| 3    | Michael Zahnd    | Svizzera | 1:53,85 |
| 5    | Urs Imboden      | Svizzera | 1:54,35 |
| 6    | Sandro Viletta   | Svizzera | 1:54,40 |
| 7    | Cornel Züger     | Svizzera | 1:54,48 |
| 8    | Didier Défago    | Svizzera | 1:54,51 |
| 9    | Carlo Janka      | Svizzera | 1:54,62 |
| 10   | Ambrosi Hoffmann | Svizzera | 1:54,77 |
| 10   | Bernhard Matti   | Svizzera | 1:54,77 |

Data: 31 marzo

Località: Veysonnaz

#### Slalom speciale
| Pos. | Atleta                 | Nazione  | Tempo   |
| ---- | ---------------------- | -------- | ------- |
| 1    | Marc Gini              | Svizzera | 1:41,81 |
| 2    | Pierre Egger           | Austria  | 1:42,63 |
| 3    | Marc Berthod           | Svizzera | 1:42,78 |
| 4    | Daniel Albrecht        | Svizzera | 1:42,80 |
| 5    | Stéphane de Siebenthal | Svizzera | 1:43,13 |
| 6    | Sébastien Amiez        | Francia  | 1:43,16 |
| 7    | Urs Imboden            | Svizzera | 1:43,21 |
| 8    | Silvan Zurbriggen      | Svizzera | 1:43,36 |
| 9    | Flavio Godenzi         | Svizzera | 1:44,31 |
| 10   | Dimitri Cuche          | Svizzera | 1:44,73 |

Data: 1º aprile

Località: Veysonnaz

#### Combinata
| Pos. | Atleta                 | Nazione  |
| ---- | ---------------------- | -------- |
| 1    | Stéphane de Siebenthal | Svizzera |
| 2    | Carlo Janka            | Svizzera |
| 3    | Beat Feuz              | Svizzera |

### Donne

#### Discesa libera
| Pos. | Atleta               | Nazione     | Tempo   |
| ---- | -------------------- | ----------- | ------- |
| 1    | Nadia Styger         | Svizzera    | 1:26,05 |
| 2    | Chemmy Alcott        | Regno Unito | 1:26,86 |
| 3    | Andrea Dettling      | Svizzera    | 1:27,13 |
| 4    | Aline Bonjour        | Svizzera    | 1:27,47 |
| 5    | Fränzi Aufdenblatten | Svizzera    | 1:27,56 |
| 6    | Carmen Casanova      | Svizzera    | 1:27,61 |
| 7    | Ella Alpiger         | Svizzera    | 1:28,75 |
| 8    | Pascale Berthod      | Svizzera    | 1:29,07 |
| 8    | Monika Dumermuth     | Svizzera    | 1:28,83 |
| 10   | Marianne Abderhalden | Svizzera    | 1:29,11 |

Data: 16 marzo

Località: Lauchernalp

#### Supergigante
| Pos. | Atleta               | Nazione     | Tempo   |
| ---- | -------------------- | ----------- | ------- |
| 1    | Miriam Gmür          | Svizzera    | 1:22,67 |
| 2    | Fränzi Aufdenblatten | Svizzera    | 1:22,96 |
| 3    | Marianne Abderhalden | Svizzera    | 1:23,61 |
| 4    | Chemmy Alcott        | Regno Unito | 1:23,91 |
| 5    | Martina Schild       | Svizzera    | 1:24,16 |
| 6    | Ella Alpiger         | Svizzera    | 1:24,40 |
| 7    | Tanja Pieren         | Svizzera    | 1:24,57 |
| 8    | Dominique Gisin      | Svizzera    | 1:24,86 |
| 9    | Pascale Berthod      | Svizzera    | 1:25,24 |
| 10   | María José Rienda    | Spagna      | 1:25,32 |

Data: 18 marzo

Località: Lauchernalp

#### Slalom gigante
| Pos. | Atleta               | Nazione             | Tempo   |
| ---- | -------------------- | ------------------- | ------- |
| 1    | Miriam Gmür          | Svizzera            | 1:45,09 |
| 2    | Tina Weirather       | Liechtenstein       | 1:45,16 |
| 3    | Nadia Styger         | Svizzera            | 1:45,23 |
| 4    | Marina Nigg          | Liechtenstein       | 1:45,40 |
| 5    | Marlies Oester       | Svizzera            | 1:45,51 |
| 6    | Rabea Grand          | Svizzera            | 1:45,58 |
| 7    | Marianne Abderhalden | Svizzera            | 1:45,60 |
| 8    | Jelena Lolović       | Serbia e Montenegro | 1:45,69 |
| 9    | Petra Haltmayr       | Germania            | 1:45,72 |
| 10   | Pascale Berthod      | Svizzera            | 1:45,83 |

Data: 30 marzo

Località: Veysonnaz

#### Slalom speciale
| Pos. | Atleta               | Nazione              | Tempo   |
| ---- | -------------------- | -------------------- | ------- |
| 1    | Marlies Oester       | Svizzera             | 1:55,85 |
| 2    | Marina Nigg          | Liechtenstein        | 1:56,01 |
| 3    | Marianne Abderhalden | Svizzera             | 1:56,28 |
| 4    | Cornelia Städler     | Svizzera             | 1:56,67 |
| 5    | Jessica Pünchera     | Svizzera             | 1:56,74 |
| 6    | Sandra Gini          | Svizzera             | 1:56,83 |
| 7    | Kumiko Kashiwagi     | Giappone             | 1:57,10 |
| 8    | Aline Bonjour        | Svizzera             | 1:57,17 |
| 9    | Petra Zakouřilová    | Rep. Ceca            | 1:57,30 |
| 10   | Mojca Rataj          | Bosnia ed Erzegovina | 1:58,81 |

Data: 29 marzo

Località: Veysonnaz

#### Combinata
| Pos. | Atleta               | Nazione  |
| ---- | -------------------- | -------- |
| 1    | Marianne Abderhalden | Svizzera |
| 2    | Aline Bonjour        | Svizzera |
| 3    | Jessica Pünchera     | Svizzera |